# Hiram Sanford Stevens

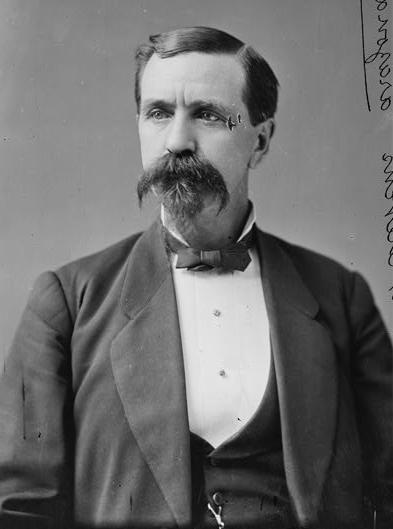
Hiram Sanford Stevens

Hiram Sanford Stevens (* 20. März 1832 in Weston, Windsor County, Vermont; † 22. März 1893 in Tucson, Arizona) war ein US-amerikanischer Politiker. Zwischen 1875 und 1879 vertrat er als Delegierter das Arizona-Territorium im US-Repräsentantenhaus.

## Frühe Jahre und Aufstieg
Nach seiner Schulzeit trat Hiram Stevens 1851 in die US-Armee als Soldat einer Dragonereinheit ein. Er wurde in den Jahren 1852 bis 1854 im Südwesten der Vereinigten Staaten in den heutigen Bundesstaaten New Mexico und Arizona im Kampf gegen die Apachen eingesetzt. Nach seinem Abschied aus der Armee im Jahr 1856 zog er nach Tucson. Dort wurde er unter anderem Besitzer eines Gemischtwarenladens und versorgte die in der Gegend stationierten Truppen mit Proviant sowie anderen benötigten Waren. Schließlich erwarb er eine Ranch, auf der er ein angesehener Viehzüchter wurde. Durch seine geschäftlichen Unternehmen stieg er bald zu einer der bekanntesten Personen im Arizona-Territorium und vor allem in Tucson auf.

## Politische Laufbahn
Stevens wurde Mitglied der Demokratischen Partei. Im Jahr 1868 wurde er in das territoriale Repräsentantenhaus gewählt und von 1871 bis 1873 war er Mitglied im territorialen Regierungsrat. Außerdem war er 1871 Kämmerer der Stadt Tucson und nahm eine führende Position in der Verwaltung des Pima County ein. Bei den Kongresswahlen des Jahres 1874 wurde er als Nachfolger von Richard C. McCormick als Delegierter in das US-Repräsentantenhaus gewählt. Nach einer Wiederwahl im Jahr 1876 konnte er dieses Mandat zwischen dem 4. März 1875 und dem 3. März 1879 ausüben. Bei den nächsten Kongresswahlen im Jahr 1878 wurde er von seiner Partei nicht mehr nominiert.

## Weiterer Lebenslauf
Nach dem Ende seiner Zeit im Kongress widmete sich Stevens wieder seinen privaten und geschäftlichen Interessen im Arizona-Territorium. Im Jahr 1893 geriet er in wirtschaftliche Schwierigkeiten. In einem Anflug von Depression schoss er zunächst auf seine Frau Petra Santa Cruz. Anschließend erschoss er sich selbst. Seine Frau überlebte trotz eines Kopfschusses.